# Крыжи (Даугавпилс)
Крыжи́ (латыш. Križi; ранее Крыжовка) — район города Даугавпилс в Латвии, находится на севере города и ограничен озером Стропы и Малый Стропок, окружной дорогой с Рижского шоссе на Резекненское шоссе (и далее на Краславскую дорогу), проходит окружная железная дорога, далее на запад железная дорога Даугавпилс — Резекне.

## История
Место расстроилось в советское время, после войны, возник мясокомбинат. Были выстроены пятиэтажные дома, в Крыжи ходят автобусы № 12 и 12P. Котельная мясокомбината отапливала жилые дома. По берегу озера возникли дачные кооперативы, землю выделяли предприятиям города. На берегу озера пляж, рыбалка. Поселок окружает лес, где собирают грибы и ягоды.

## Настоящее
Мясокомбинат в результате изменений менял название, принадлежность, объемы производства сильно сократились. В начале октября 2009 года сдана в эксплуатацию новая котельная на древесной щепе, проблемы с горячей водой у местных жителей решены (раньше горячую воду давали во время отопительного сезона постоянно, в летнее время на выходные). В районе находятся 2 магазина, дошкольное образовательное учреждение, 6 пятиэтажных домов.
26 сентября 2024 года прошло представление символа/логотипа и слогана микрорайона, созданными самими жителями - начальная буква "К" из четырех элементов, "Крыжи - уголок природы". 
1 октября 2024 года  открылся новый докторат на ул. Виршу,47.